# هيكارو ناكاهارا
هيكارو ناكاهارا (باليابانية: 中原 輝) (مواليد 8 يوليو 1996) هو لاعب كرة قدم ياباني.

## وصلات خارجية
- هيكارو ناكاهارا على موقع رابطة كرة القدم اليابانية للمحترفين (اليابانية)
- هيكارو ناكاهارا على موقع إي إس بي إن إف سي (الإنجليزية)
- هيكارو ناكاهارا على موقع قاعدة بيانات كرة القدم.إي يو (الإنجليزية)
- هيكارو ناكاهارا على موقع Soccerbase.com (لاعب) (الإنجليزية)
- هيكارو ناكاهارا على موقع Soccerway.com (الإنجليزية)
- هيكارو ناكاهارا على موقع عالم كرة القدم.نت (الإنجليزية)